# Marsdenia engleriana
Marsdenia engleriana är en oleanderväxtart som beskrevs av Rothe. Marsdenia engleriana ingår i släktet Marsdenia och familjen oleanderväxter. Inga underarter finns listade i Catalogue of Life.